# Maurice Lœwy
Pour les articles homonymes, voir Lœwy.
Maurice Lœwy, parfois appelé Moritz (Vienne, 15 avril 1833 - Paris, 15 octobre 1907), est un astronome français.

## Biographie
Ses parents d'origine juive s'installent à Vienne pour échapper au climat antisémite. Lœwy devient assistant à l'observatoire de Vienne, travaillant sur la mécanique céleste. Cependant, les institutions d'Autriche-Hongrie ne permettant pas aux Juifs d'obtenir des postes importants avant qu'ils ne renoncent à leur foi et deviennent catholiques, Karl Littrow, directeur de l'observatoire à l'époque et correspondant régulier de Urbain Le Verrier, directeur de l'observatoire de Paris, s'arrangent pour fournir à Lœwy un poste à Paris en 1860, où il sera naturalisé Français en 1863.
Lœwy travaille sur l'orbite des astéroïdes et des comètes, et sur les mesures de longitudes. Il travaille également dans le domaine de l'optique, ainsi qu'à la correction de l'aberration de la lumière.
Il est élu membre du bureau des longitudes en 1872 et de l'Académie des sciences en 1873.

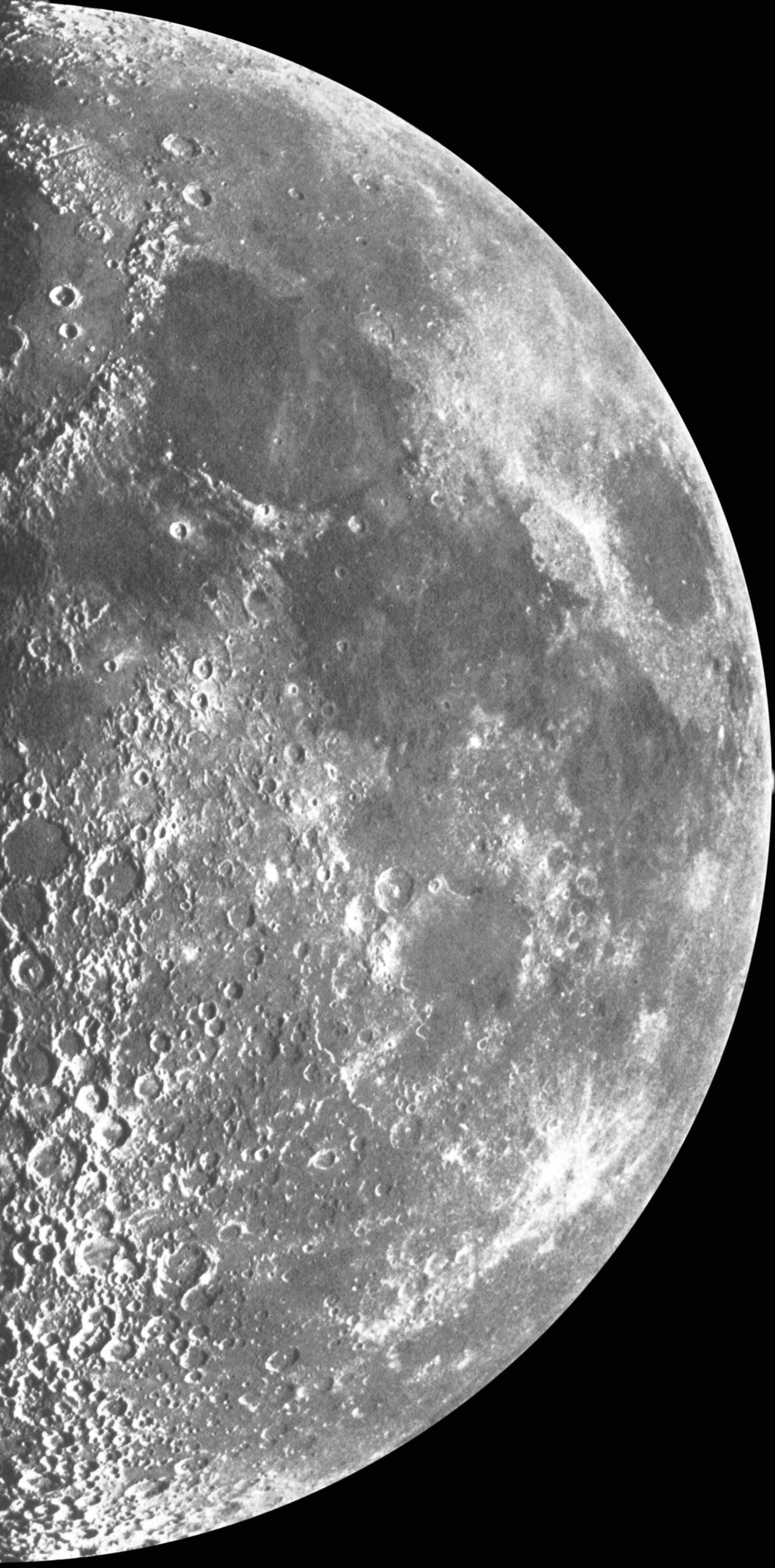
Photo de la lune par Loewy & Puiseux

Lœwy devient directeur de l'observatoire de Paris en 1897, qu'il réorganise et où il crée un département d'astronomie physique. Il travaille pendant plus de dix ans avec Pierre Puiseux à la création d'un atlas lunaire, composé de près de 10 000 photographies, L’Atlas photographique de la Lune (1910), qui servira de base à la géographie lunaire pendant un demi-siècle. Il participe également activement au projet Carte du Ciel.
Il propose en 1872 une nouvelle forme de monture équatoriale qui prendra ultérieurement le nom de coudé et dont sept modèles ont été réalisés dans le monde. C'est le grand équatorial coudé installé sur le site de l’Observatoire de Paris  qui a servi à construire l'Atlas photographique de la Lune.
Un cratère (en) sur la Lune porte son nom pour lui rendre hommage, et l'astéroïde (253) Mathilde est supposé porter le nom de son épouse. Il reçoit la médaille d'or de la Royal Astronomical Society en 1889.
Il meurt d'un arrêt cardiaque à Paris en 1907, au ministère de l'Instruction publique en pleine séance du Conseil des observatoires.

## Distinctions
- Commandeure de la Légion d'honneur (1895)[1]